# Abduvohid Neʼmatov
Abduvohid Furqat oʼgʼli Neʼmatov (* 20. März 2001 in Jizzax) ist ein usbekischer Fußballtorhüter.

## Karriere

### Verein
Aus der Jugend von Nasaf Karschi wechselte Neʼmatov Anfang 2018 von der U21 in die erste Mannschaft. Bislang gewann er mit seiner Mannschaft drei Mal den nationalen Pokal und ein Mal den Superpokal.

### Nationalmannschaft
Nach zwei Einsätzen mit der usbekischen U19 debütierte Neʼmatov im September 2019 bei der U23. Mit ihr nahm er an der Asienmeisterschaft 2020 teil und stand dort in jeder Partie seiner Mannschaft im Tor. Die Mannschaft erreichte bei dem Turnier den vierten Platz. Auch bei der Asienmeisterschaft 2022 war er dabei und kam in zwei der Gruppenspiele sowie dem Viertelfinale zum Einsatz. In diesem sah er nach einer Tätlichkeit in der 13. Minute die Rote Karte und kam so im weiteren Verlauf des Turniers nicht mehr zum Einsatz. Am Ende erreichte sein Team das Finale, wo man mit 0:2 Saudi-Arabien unterlag. Danach gehörte er zum Kader bei der Asienmeisterschaft 2024, bei der er in fünf Partien zum Zug kam. Dort erreichte sein Team wieder das Finale, wo man diesmal Japan unterlag. Die Finalteilnahme aber reichte schon, dass sich seine Nation erstmals in ihrer Geschichte für das Fußballturnier der Olympischen Spiele 2024 qualifizierte.
Sein Debüt für die A-Nationalmannschaft hatte er am 3. September 2020, als er bei einem 2:1-Freundschaftsspielsieg über Tadschikistan über die komplette Spielzeit im Kasten stand. Im weiteren Verlauf des Jahres wie auch dem Folgejahr kam er in weiteren Freundschaftsspielen zum Einsatz. Sein bislang erster und einziger Einsatz bei einem größeren Turnier war am 14. Juni 2023 bei einem 2:0-Sieg über Turkmenistan während der Zentralasienmeisterschaft 2023.